# Maraã
Maraã là một đô thị thuộc bang Amazonas, Brasil. Đô thị này có diện tích 16910,42 km², dân số năm 2007 là 17416 người, mật độ 1,03 người/km².